# Стесимброт Фасосский
Стесимброт Фасосский (др.-греч. Στησίμβροτος; 470—420 годы до н. э.) — древнегреческий историк, логограф, софист и поэт; современник Кимона и Перикла живший в городе Афины, яростный противник последнего.
Стесимброт Фасосский родился в 470 году до нашей эры на острове Тасос (или Фасос) в северной части Эгейского моря, что, как часто бывало в античные времена, и добавило впоследствии к его имени место рождения приставку «Фасосский».
Стесимброт известен прежде всего автор литературного исследования о Гомере. Специалист по древнегреческой драме профессор В. Н. Ярхо отмечает мифографию как традицию, которая начинается с древнегреческих комментаторов Гомера именами Метродора из Лампсака и Стесимброта.
Им был также написан политический памфлет о Фемистокле, Фукидиде и Перикле, причем с целью не столько оценить по достоинству заслуги этих мужей, сколько распространить о них всякого рода анекдоты и сплетни. Так о Перикле он написал, что его прохладные отношения с сыном вызваны прежде всего тем, что Перикл соблазнил собственную невестку. Немецкий академик Вальтер Буркерт видел в Стесимброте Фасосском автора так называемого «Папируса из Дервени».
Отрывки произведений Стесимброта Фасосского были изданы у Карла Вильгельма Людвига Мюллера во II томе «Fragmenta Historicorum Graecorum» (стр. 52—58).